# Gabriela, Cravo e Canela (1960)
Gabriela, Cravo e Canela foi uma telenovela da TV Tupi de 1961, uma adaptação pouco conhecida do romance Gabriela, Cravo e Canela, de Jorge Amado, que teve como destaque o personagem Tonico Bastos, interpretado por Paulo Autran. No papel-título atuou uma corista Janete Vollu. A história passa-se na Bahia, em meio ao ciclo do cacau, e as secas nordestinas.
A telenovela foi dirigida por Maurício Sherman e foi adaptada por Antônio Bulhões de Carvalho.
Os direitos de adaptação foram adquiridos graças à amizade que o diretor tinha com o escritor baiano.

## Elenco
| Ator             | Personagem    |
| ---------------- | ------------- |
| Janete Vollu     | Gabriela      |
| Renato Consorte  | Nacib         |
| Paulo Autran     | Tonico Bastos |
| Grande Otelo     | Tuísca        |
| Suely Franco     | Malvina       |
| Maurício Sherman | Bentinho      |